# Togliatti
Togliatti (oroszul Тольятти) 1964-ig Ставрополь-на-Волге [Sztavropol na Volge]) város Oroszország Szamarai területén. A Sztavropoli járás székhelye, de nem része annak. Ismertté az itt felépített Volgai Autógyár (ma: AvtoVAZ), illetve az ott előállított Lada típusú személygépkocsi tette.

## Lakossága
1897-ben a város lakosainak száma mintegy 5 969 fő, melyből 5 667 orosz (94,86%), 107 tatár, 97 mordvin, 37 ukrán, 24 zsidó, 12 csuvas, 12 német, 7 lengyel, 1 baskír, 5 egyéb.
Lakossága: 719 632 fő (a 2010. évi népszámláláskor), melyből 597 141 orosz (86,15%), 28 631 tatár (4,13%), 14 286 ukrán (2,06%), 12 356 mordvin (1,78%), 11 216 csuvas (1,62%),

## Fekvése
A város a Volga középső folyásán, a Szamarai-víztározó partján épült.

## Története
A várost Vaszilij Nyikityics Tatyiscsev tüzérkapitány alapította, az Anna Ivanovna cárnő által 1737. június 20-án Anna Tajsina kalmük fejedelemnő részére kiadott adománylevelének megfelelően, mint katonai erődöt, az orosz területek védelmére, és a megkeresztelkedett kalmükök letelepítésére. A Sztavropol (a szent kereszt városa) nevet a kalmükök megkeresztelésének, a kereszténység terjesztésének tiszteletére kapta. Megkülönböztetendő a Kaukázusban található Sztavropoltól a Sztavropol na Volge nevet használták.
A 20. század elején mindössze 6000 lakosa volt. A gazdaságilag jelentéktelen település 1924-ben elvesztette városi rangját, és csupán 1946-ban vált ismét várossá.
A Szovjetunió Minisztertanácsa 1950. augusztus 21-én hozott határozatot a Volgai Vízerőmű és az erőmű vízellátását biztosító Kujbisevi-víztározó építéséről. A város a víztározó építése során víz alá került, ezért 1953 és 1955 között teljesen új helyre költöztették. Az elköltöztetett város gyors fejlődésnek indult.
1964-ben felvette az Olasz Kommunista Párt augusztusban elhunyt főtitkárának, Palmiro Togliattinak a nevét.
1966-ban kezdték Togliattiban az olasz Fiattal kooperálva a Volgai Autógyár építését. 1966 októbere és 1967 szeptembere között a település lakossága duplájára nőtt, és 1967 végén meghaladta a 162 000-et.
1996-ban népszavazást tartottak a város eredeti nevének visszaállításáról. A népszavazáson a lakosság 80%-a a Togliatti név megtartására szavazott.

## Gazdaság
Togliatti a közeli Szamarával Oroszország egyik legjelentősebb ipari körzetét képezi. A város legnagyobb és egyben legismertebb üzeme az AvtoVAZ és a GM-AvtoVAZ. Az autógyártás mellett nagyon fontos a vegyipar is.
A Togliatti-Szamara gazdasági körzetben több jelentős vegyipari vállalat működik:
- TogliattiAzot (ТольяттиАзот) (Oroszország legnagyobb, és a világ egyik legnagyobb ammóniagyártója)
- KujbisevAzot (КуйбышевАзот) (legfontosabb terméke: nitrogén műtrágya)
- Foszfor (Фосфор) (Foszfát alapú termékek)
- Togliattikaucsuk (Тольяттикаучук) (főleg műkaucsuk; ezenkívül monomerek, benzin adalékok és más vegyi anyagok).

## Közlekedés
Togliatti repülőtere a várostól keletre (50 km) található Szamarai Kurumocs repülőtér (Международный аэропорт «Курумоч»). A repülőtérről járatok indulnak Oroszország, Európa, Ázsia nagyobb városaiba.

## Testvértelepülések
- Wolfsburg, Németország – 1991 óta
- Flint, USA – 1992 óta
- Kazanlak, Bulgária – 1995 óta
- Colmar, Franciaország – 1995
- Nagykanizsa, Magyarország – 1997 óta
- Lojang, Kína – 2000 óta
- Mingecsaur, Azerbajdzsán – 2005 óta